# 日本精工
日本精工株式會社（簡稱NSK），是日本的軸承與精密機械製造商，其總部設於東京都。NSK生產各類軋線性技術、汽車零部件和轉向系統。

## 概要

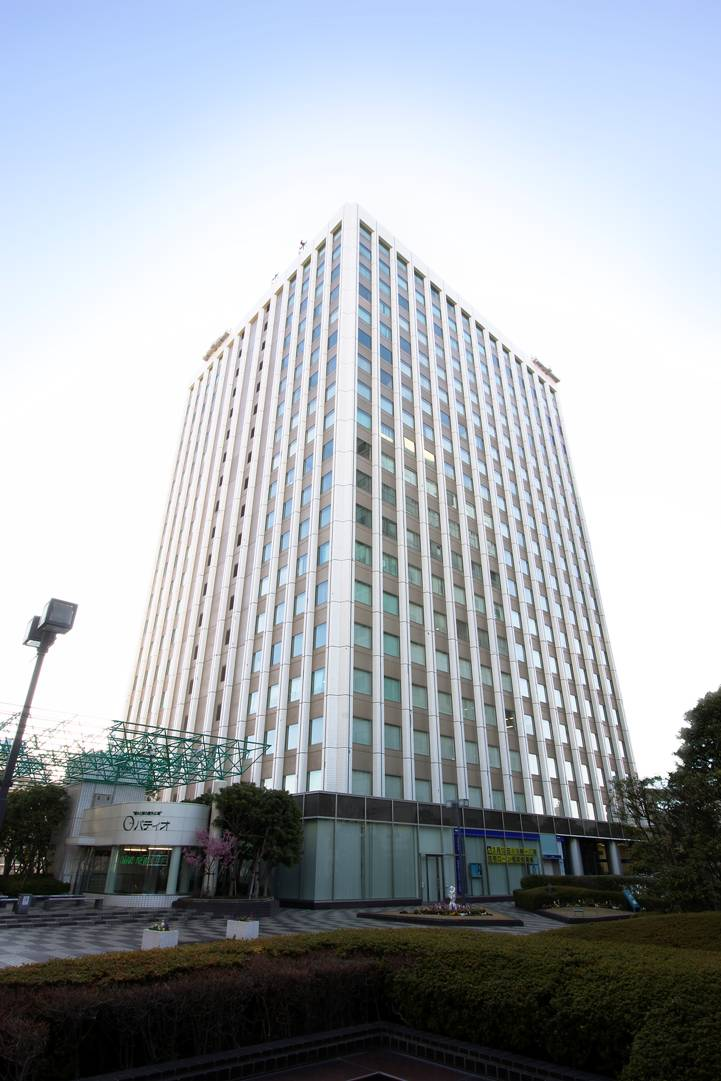
日本精工株式會社的东京总部

軸承為眾多機械之基礎零件，對民生工業及國防工業都具有相當重要性；故為了實現軸承國產化，安田製釘所技師長山口武彥在高橋是清與安田財閥的協助下創立了日本精工。
日本精工以研製高品質的軸承聞名，該公司的產品不僅大量裝設在日常家電上，也廣泛使用於高速鐵路、航空器和太空飛行器等高精密設備。除軸承外，日本精工在滾珠螺桿、線性滑軌、電動轉向器等品項上也有極高的市佔率。1999年，該社與日產、日本自動變速器公司及出光興產合力開發了世界首個半圓環式無段自動變速器，並成功將其實用化。

## 沿革
- 1914年，在東京品川區成立日本精工合資會社。
- 1916年，改組為株式會社。
- 1935年，在東京都大田區的多摩川工廠開始生產滾珠軸承。
- 1962年，於美國紐澤西州設立NSK-Warner，此為NSK首次在海外設置營業據點。
- 1963年，於西德杜塞道夫設立德國NSK。
- 1970年，於巴西聖保羅設立生產販賣法人巴西NSK。
- 1987年，與丸紅及韓國綜合機械公司合作，在昌原設立韓國精密。
- 1989年，與台灣的永和順股份有限公司合作，在台北設立台灣安士克精密。

## 企業據點
日本精工業務遍佈全球各大洲，跨足近30個國家；包含日本在內，計有生產據點64個、銷售據點120個。

## 外部連結
- 日本精工株式會社 （页面存档备份，存于）
- 台灣安士克精密股份有限公司
- 廣億科技股份有限公司 （页面存档备份，存于）